# Parque terrestre y marino de los Cayos de Exuma
El Parque terrestre y marino de los Cayos de Exuma (en inglés: Exuma Cays Land and Sea Park) es un área protegida en los Cayos Exuma en las Bahamas.
En 1953, Daniel Beard, un superintendente del parque nacional de los Everglades, propuso dejar de lado parte de los Cayos Exuma como un parque. Su idea fue recibida con entusiasmo, y recibió el apoyo de los periódicos en Nassau. En 1955 se presentó una propuesta formal y el 13 de febrero de 1956, el gobernador de las Bahamas confirmó que 22 millas de Exumas se habían reservado para esperar que alguna organización se comprometiera a dar recomendaciones concretas al Gobierno de Bahamas. Esta organización también sería responsable de la ayuda financiera del parque. Carleton Ray, ayudante de dirección del Acuario de Nueva York , dirigió un estudio de los Cayos Exuma. Pidieron y recibieron una prórroga de un año. Se recomendó que se estableciera el Bahamas National Trust para supervisar el parque propuesto. El parque fue finalmente establecido en 1958 con el Bahamas National Trust como supervisor.